# آبسه مقعد
آبسهٔ مقعد یا آبسه آنورکتال(به انگلیسی: Anorectal abscess) عبارت است از بروز آبسه و تجمع چرک ناشی از عفونت در ناحیه اطراف مقعد و راست روده. این بیماری در مردان و در کسانی که مبتلا به بعضی بیماری‌های گوارشی هستند بیشتر دیده می‌شود. این آبسه ممکن است درست در ناحیه سوراخ مقعدی یا به طور عمقی‌تر در جدار راست روده تشکیل شود. تورم (در آبسه‌های سطحی)، درد به هنگام لمس راست روده، درد ضربان‌دار، تب و دیگر علایم جدی‌تر در مورد آبسه‌های عمقی‌تر و درد به هنگام اجابت مزاج از نشان‌های این بیماری هستند.

## دلایل
باکتری‌های شایع مثل استافیلوکوک و اشرشیا کلی شایع‌ترین علل هستند. گاهی عفونت‌های قارچی باعث بروز این آبسه می‌شوند.

## عوامل تشدیدکننده بیماری
1. افراد مبتلا به بیماری گوارشی
2. تزریق برای درمان بواسیر داخلی
3. آسیب ناشی از نوک وسیله تنقیه
4. زخم ناشی از دفع پوسته تخم‌مرغ یا استخوان ماهی
5. جسم خارجی
6. بواسیر بیرون‌زده

## داروها
برای عفونت‌های این نوع آبسه از آنتی‌بیوتیک یا داروی ضدقارچ استفاده می‌شود. برای جلوگیری از یبوست، مسهل‌های نرم‌کننده مدفوع تجویز می‌گردد.